# Volcán Roccamonfina
Roccamonfina es un volcán extinto, activo hace entre 630.000 y 50.000 años. Se encuentra en la región italiana de la Campania, en la provincia de Caserta. 
El volcán nace como estratovolcán en la depresión tectónica del Garigliano, donde la corteza terrestre más delgada favoreció la salida del magma. Inicialmente se abrieron una serie de bocas eruptivas, distribuidas sobre una superficie de alrededor de 1000 km², después la actividad efusiva se concentró en la parte central, llevando a la formación de un cono volcánico de alrededor de 1.800 m de altura, formado prevalentemente por tefra y acompañado de otras bocas eruptivas (monte Ofelio hacia el suroeste).
Hace alrededor de 400.000 años se verificó un colapso del cono volcánico en su sector oriental. El hundimiento creó una caldera, que durante algún tiempo fue ocupada por un lago volcánico, durante una fase en que el volcán estuvo "dormido".
Una segunda fase eruptiva comenzó hace cerca de 385.000 años, con una erupción explosiva, continuó con otras erupciones de bocas situadas en el interior de la caldera originaria, prosiguiendo hasta hace alrededor de 230.000 años. A continuación se formaron en el interior de la caldera más antigua otros dos conos volcánicos: el monte Santa Croce (1.005 m s. n. m.) y el monte Lattani (810 m s. n. m.).
La formación del volcán bloqueó el curso más antiguo de los ríos Volturno y Liri-Garigliano: el primero viró hacia el sureste, encontrando un nuevo curso, correspondiente al actual, mientras el segundo, privado de su desembocadura hacia el mar, formó un vasto lago (Lirino) y encontró más tarde (hace alrededor de 200.000 años) un nuevo paso a través de la erosión de un sector más débil de la margen en la zona de Suio.
Actualmente el volcán se presenta como un gran cono (cerca de 25 km de circunferencia en la base) aislado entre los montes Auruncos, la llanura y el valle del río Garigliano, el macizo del monte Massico y el monte Maggiore y el Monte Cesima. La caldera central presenta un diámetro de casi 6 km y está parcialmente ocupada por los montes Santa Croce y Lattani, separados de su perímetro por un surco anular parcialmente rellenado por las posteriores erupciones.
La antigua actividad volcánica, que cesó hace alrededor de 50.000 años, prosigue sólo con movimientos sísmicos y surgencias termales de aguas oligominerales (en Sessa Aurunca y Suio, en Francolise y en Teano). La fertilidad del suelo ha permitido la creación de densos bosques de castaños. Sobre la vertiente suroccidental están presentes algunos cráteres laterales. En Fontanaradina se encuentran cuevas de leucita volcánica.
El volcán forma parte del Parque regional de Roccamonfina-Foce Garigliano, creado en el año 1999, que ocupa más de 11.000 hectáreas en los municipios de Conca della Campania, Galluccio, Marzano Appio, Roccamonfina, Sessa Aurunca, Teano y Tora e Piccilli.